# Amphiprion polymnus
El pez anémona ensillado (Amphiprion polymnus) o pez payaso ensillado es una especie de peces de la familia Pomacentridae, en el orden de los Perciformes.
Pertenecen a los denominados peces payaso, o peces anémona, y viven en una relación mutualista con anémonas Heteractis crispa y Stichodactyla haddoni.

## Morfología
Presenta dos variantes de coloración: una, naranja oxidado, con una franja blanca ancha en la cabeza, otra, también blanca, en la mitad de la espalda, con forma de silla de monta, y un amplio margen blanco en la aleta caudal; la otra forma es de coloración casi negra, con las dos primeras franjas blancas en cabeza y cuerpo, a menudo con amarillo o naranja en el hocico, aletas pectorales y en la aleta caudal. La franja blanca de en medio, en algunos ejemplares, se prolonga hasta el vientre. 
Cuenta con 10-11 espinas y 16-18 radios blandos dorsales; 2 espinas y 12-14 radios blandos anales.
Las hembras pueden llegar alcanzar los 13 cm de longitud total.

## Reproducción
Es  monógamo y hermafrodita secuencial protándrico, esto significa que todos los alevines son machos, y que tienen la facultad de convertirse en hembras, cuando la situación jerárquica en el grupo lo permite, siendo el ejemplar mayor del clan el que se convierte en la hembra dominante, ya que se organizan en matriarcados.
Su género es algo fácil de identificar, ya que la hembra, teóricamente es la más grande del clan. Cuando esta muere, el pequeño macho dominante se convierte en una hembra. 
Son desovadores bénticos. El número de huevos oscila entre 100 y 1000 por puesta, dependiendo del tamaño y experiencia de la madre. Los huevos son demersales, de forma elíptica, y adheridos al sustrato. La reproducción se produce en cuanto comienza a elevarse la temperatura del agua, aunque, como habitan en aguas tropicales, se pueden reproducir casi todo el año. El macho prepara el lugar de la puesta, en un sustrato duro cercano a una anémona, y, tras realizar las maniobras del cortejo, espera a que la hembra fije los huevos allí, y los fertiliza. Posteriormente, agita sus aletas periódicamente para oxigenar los embriones, y elimina los que están en mal estado. Tras un periodo de 6-7 días, cuando los alevines se liberan, no reciben atención alguna de sus padres. Deambulan en aguas superficiales en fase larval durante 8 a 12 días, posteriormente descienden al fondo en busca de una anémona, y mutan a su coloración juvenil.

## Alimentación
Se alimenta de algas bénticas y pequeños invertebrados del zooplancton, como copépodos y larvas.

## Hábitat y comportamiento
Es un pez de mar, de clima tropical (30°N-25°S), y asociado a los  arrecifes de coral, que vive entre 2-30 m de profundidad. De adultos frecuentan lagunas limosas y puertos.
Mantiene una relación mutualista con anémonas Heteractis crispa y Stichodactyla haddoni.

## Distribución geográfica
Se encuentra en el Pacífico occidental: desde las Islas Ryukyu al norte, hasta Australia (el Territorio del Norte y el Golfo de Carpentaria) al sur, e  Islas Salomón al este.
Está presente en Australia, Camboya, China, Filipinas, Hong Kong, Indonesia, Japón, Malasia, Papúa Nueva Guinea, islas Salomón. Singapur, Taiwán, Tailandia y Vietnam. Siendo cuestionable su presencia en India y Mozambique.

## Galería

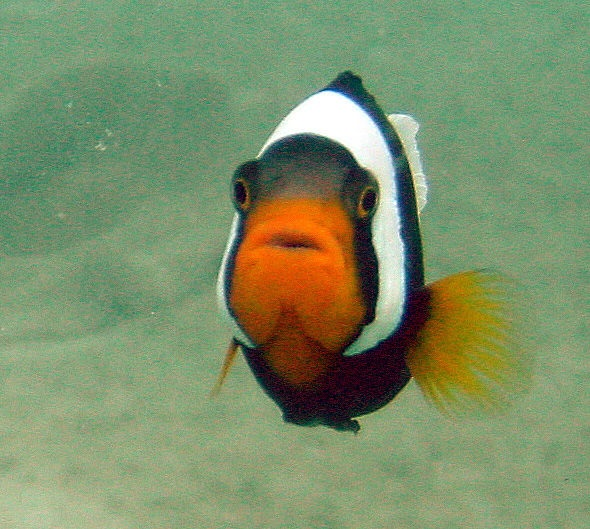
Plano frontal de A. polymnus
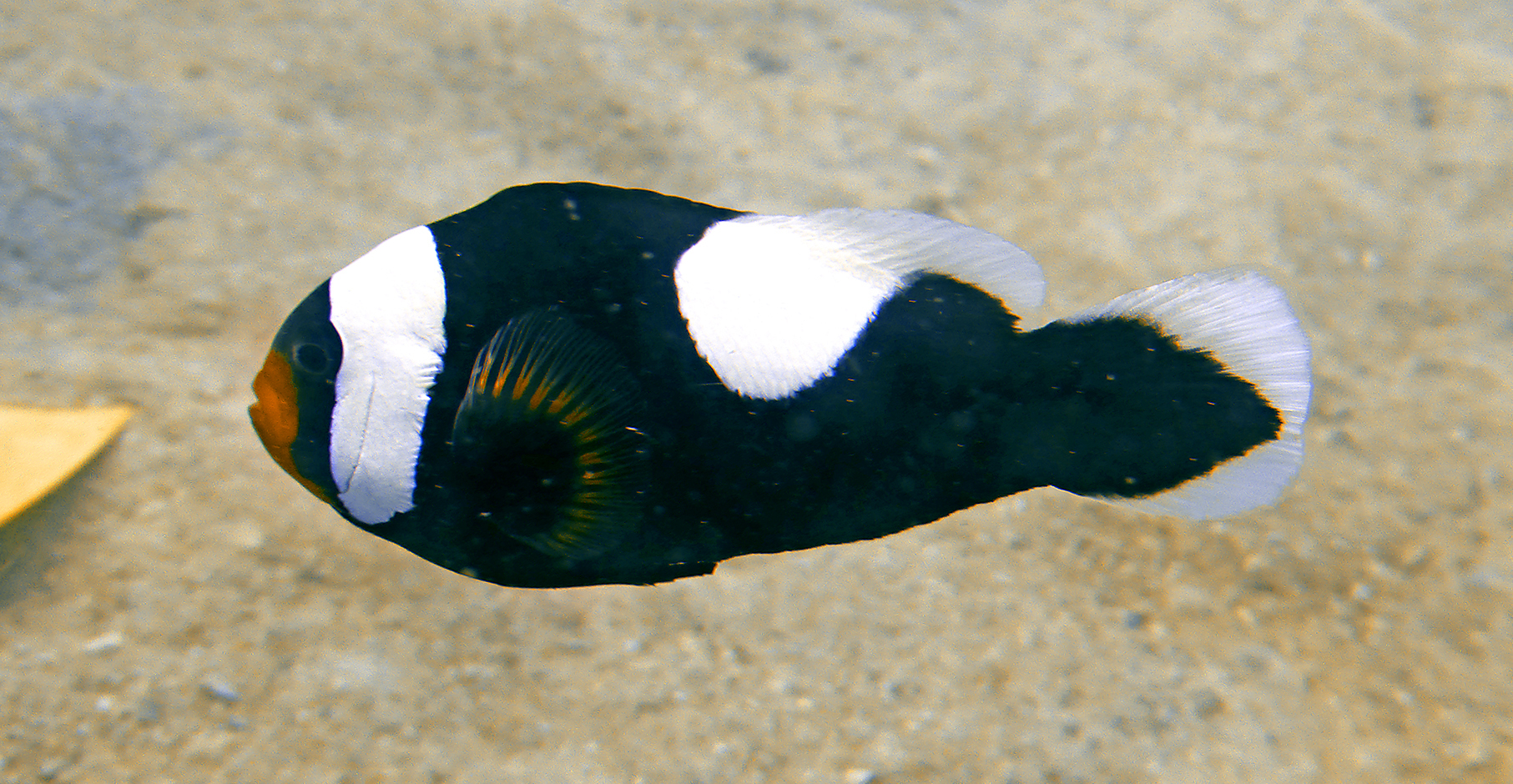
Plano lateral de A. polymnus
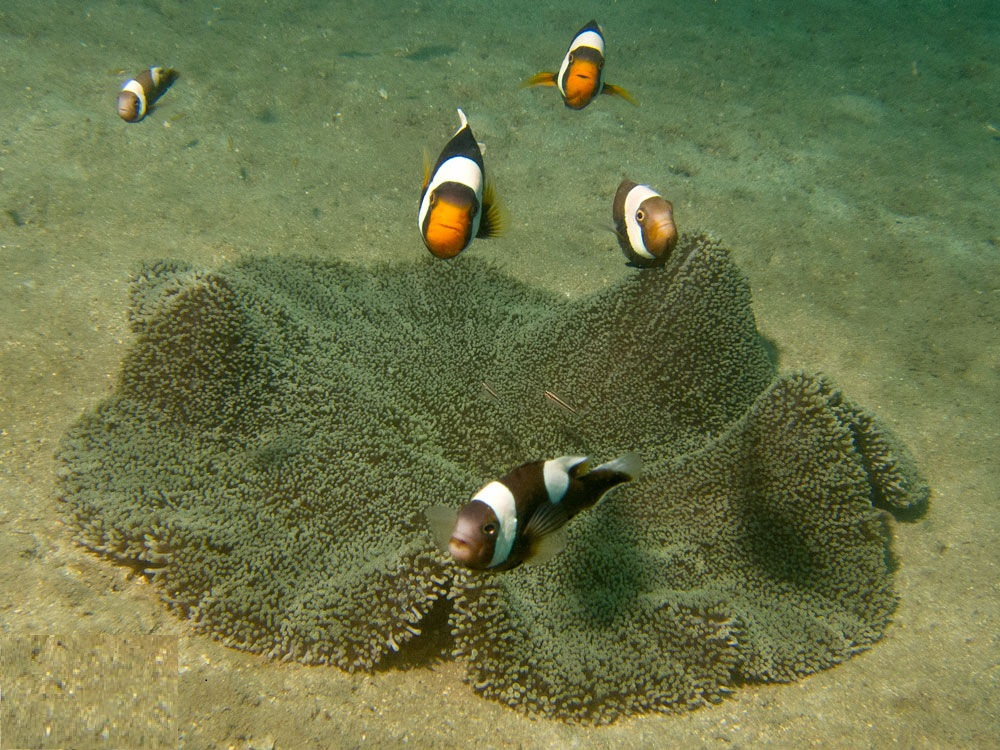
A. polymnus, sobre Stichodactyla haddoni, atacando a posible invasor, Koh Phangan, Tailandia
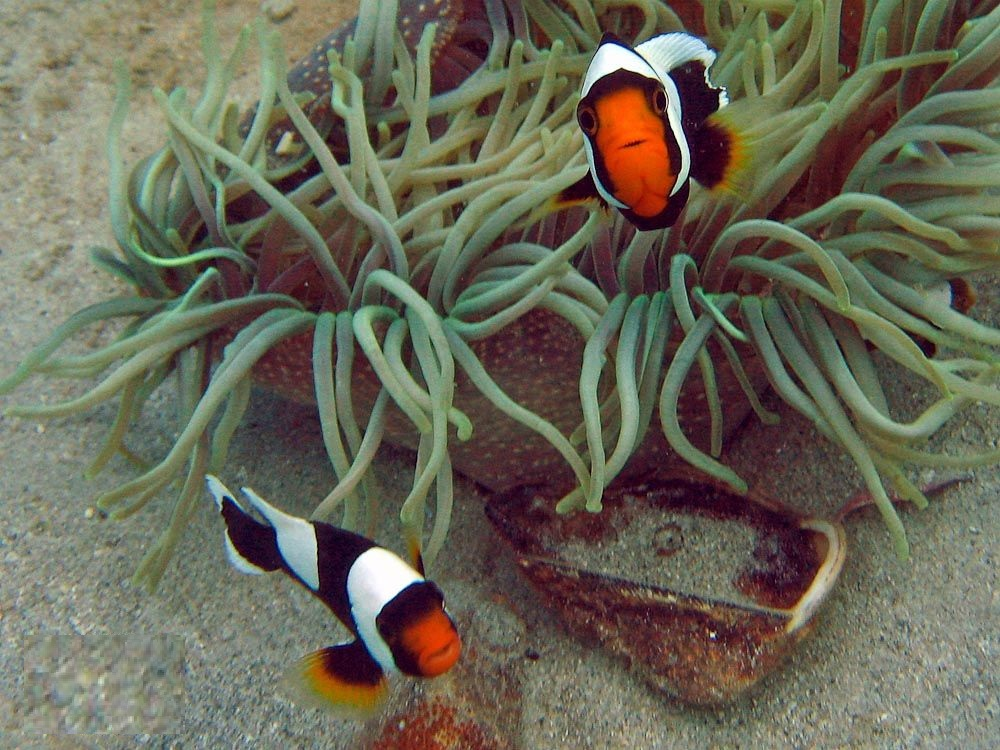
Pareja de A. polymnus en Heteractis crispa
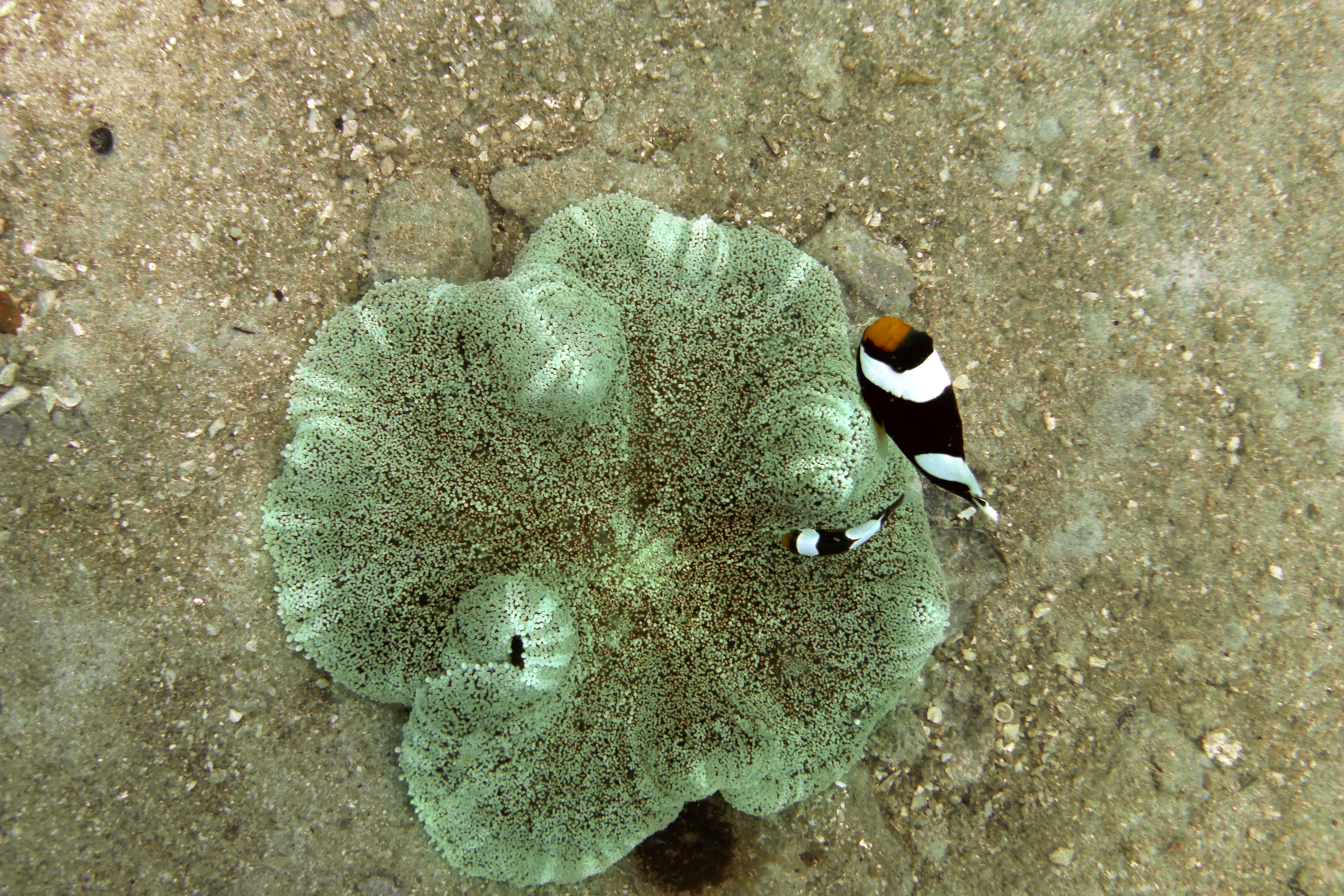
Pareja de A. polymnus en Stichodactyla sp
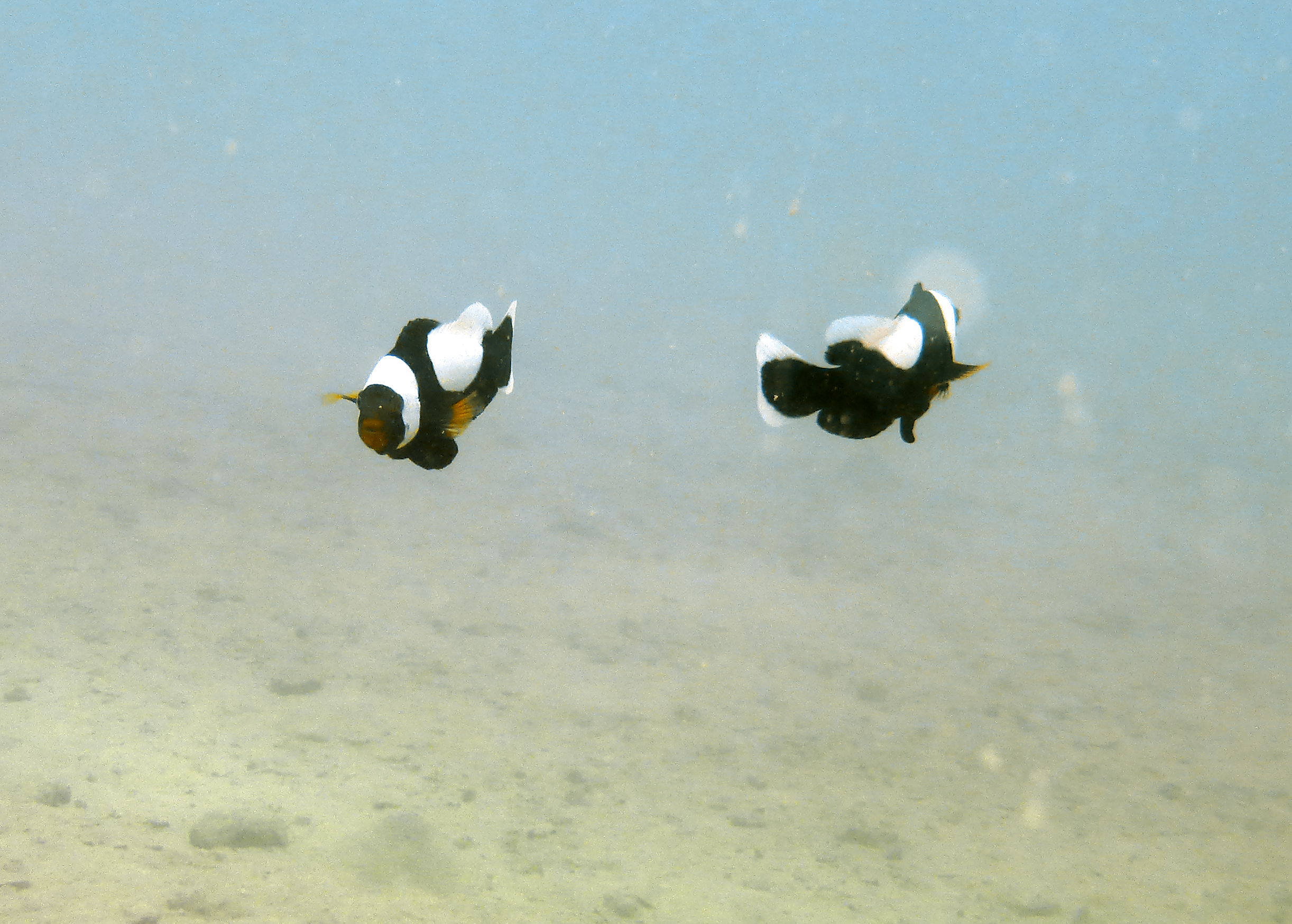
Pareja vigilante de A. polymnus, Ko Tao, Tailandia
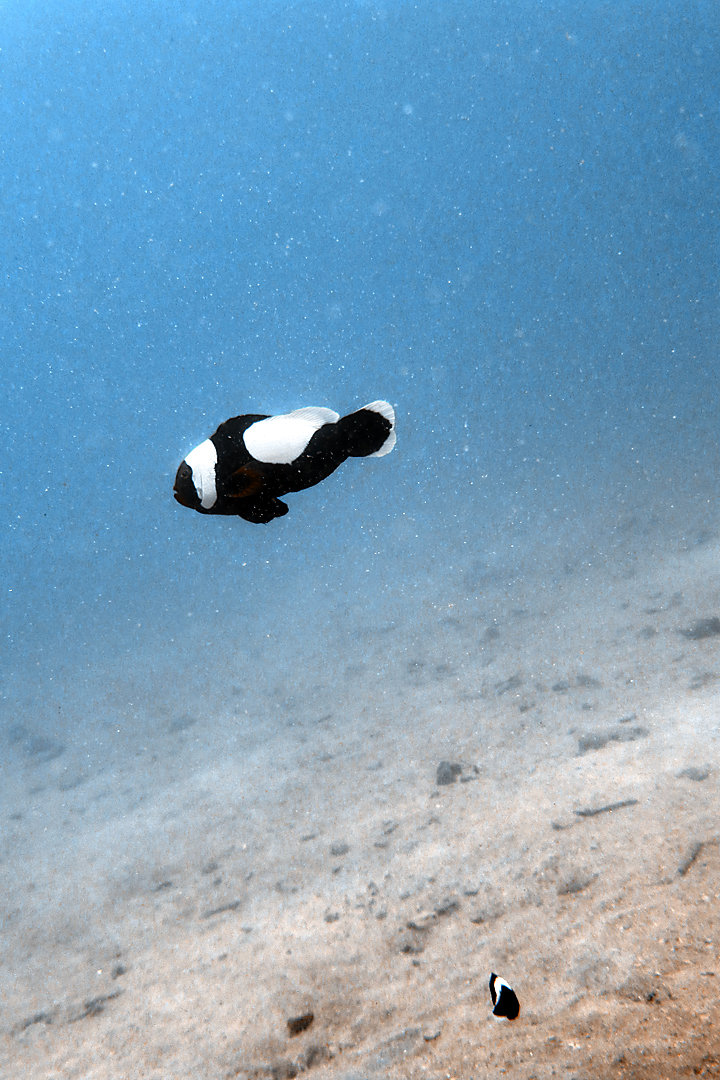
A. polymnus, Ko Tao, Tailandia
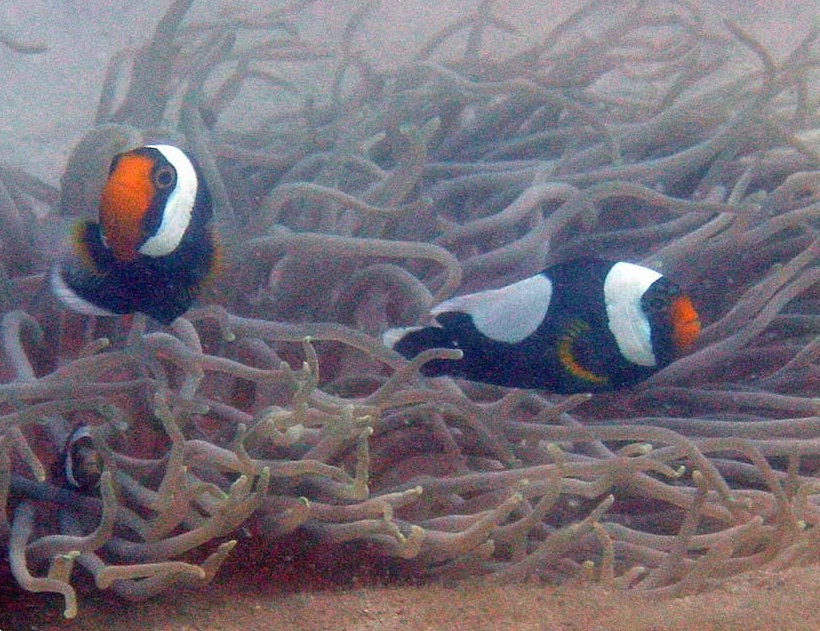
A. polymnus en Heteractis crispa, Koh Phangan, Tailandia
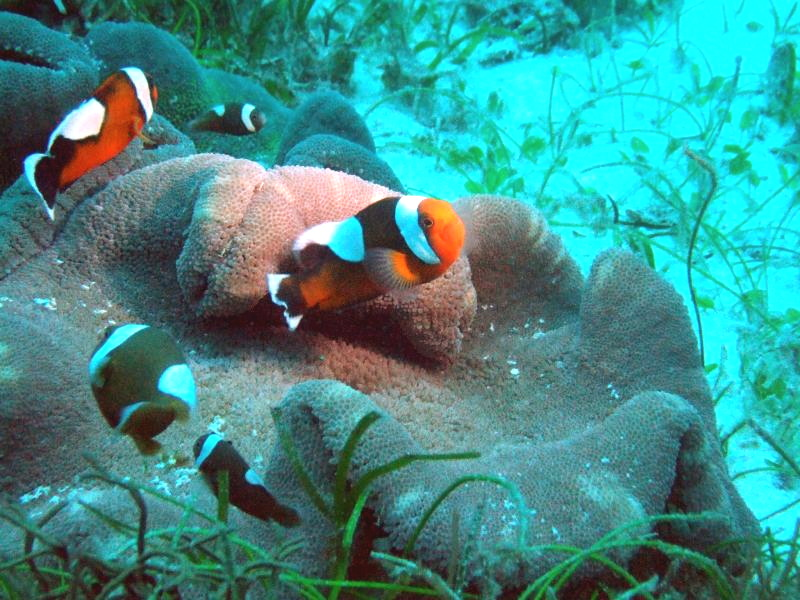
Ejemplares de la variante marrón en Stichodactyla haddoni, Cebú, Bisayas Centrales, Filipinas
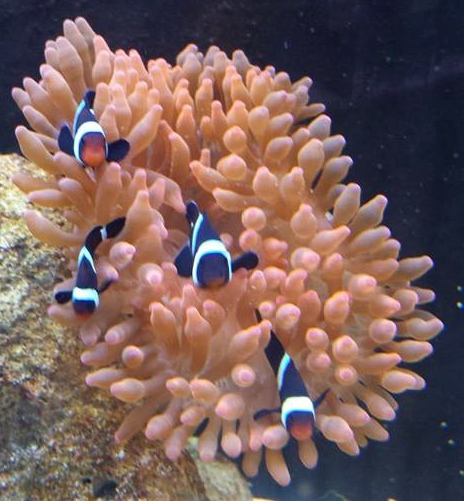
A. polymnus en Entacmaea quadricolor
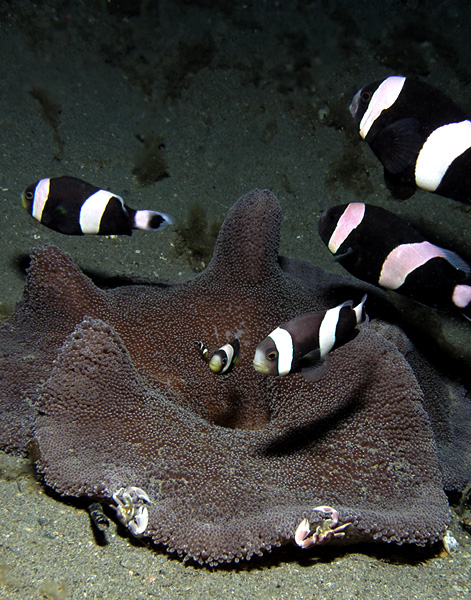
Grupo de A. polymnus, sobre Stichodactyla haddoni, Timor Este
A. polymnus en Heteractis magnifica, en acuario

## Observaciones
Puede ser criado en cautividad.